# Большое Шмаково
Большое Шмаково — деревня в Варгашинском районе Курганской области. Входит в состав Верхнесуерского сельсовета.

## История
До 1917 года входила в состав Верхнесуерской волости Ялуторовского уезда Тобольской губернии. По данным на 1926 год деревня Больше-Шмакова состояла из 96 хозяйств. В административном отношении входила в состав Крутихинского сельсовета Марайского района Курганского округа Уральской области.

## Население
| 1912 | 1926 | 1989 | 2002 | 2010 |
| ---- | ---- | ---- | ---- | ---- |
| 382  | ↗436 | ↘85  | ↘44  | ↘30  |

По данным переписи 1926 года в деревне проживало 436 человека (200 мужчин и 236 женщин), в том числе: русские составляли 100 % населения.